# Orthetrum glaucum
Orthetrum glaucum – gatunek ważki z rodziny ważkowatych (Libellulidae).